# Tysklands finansministerium

Logotyp.

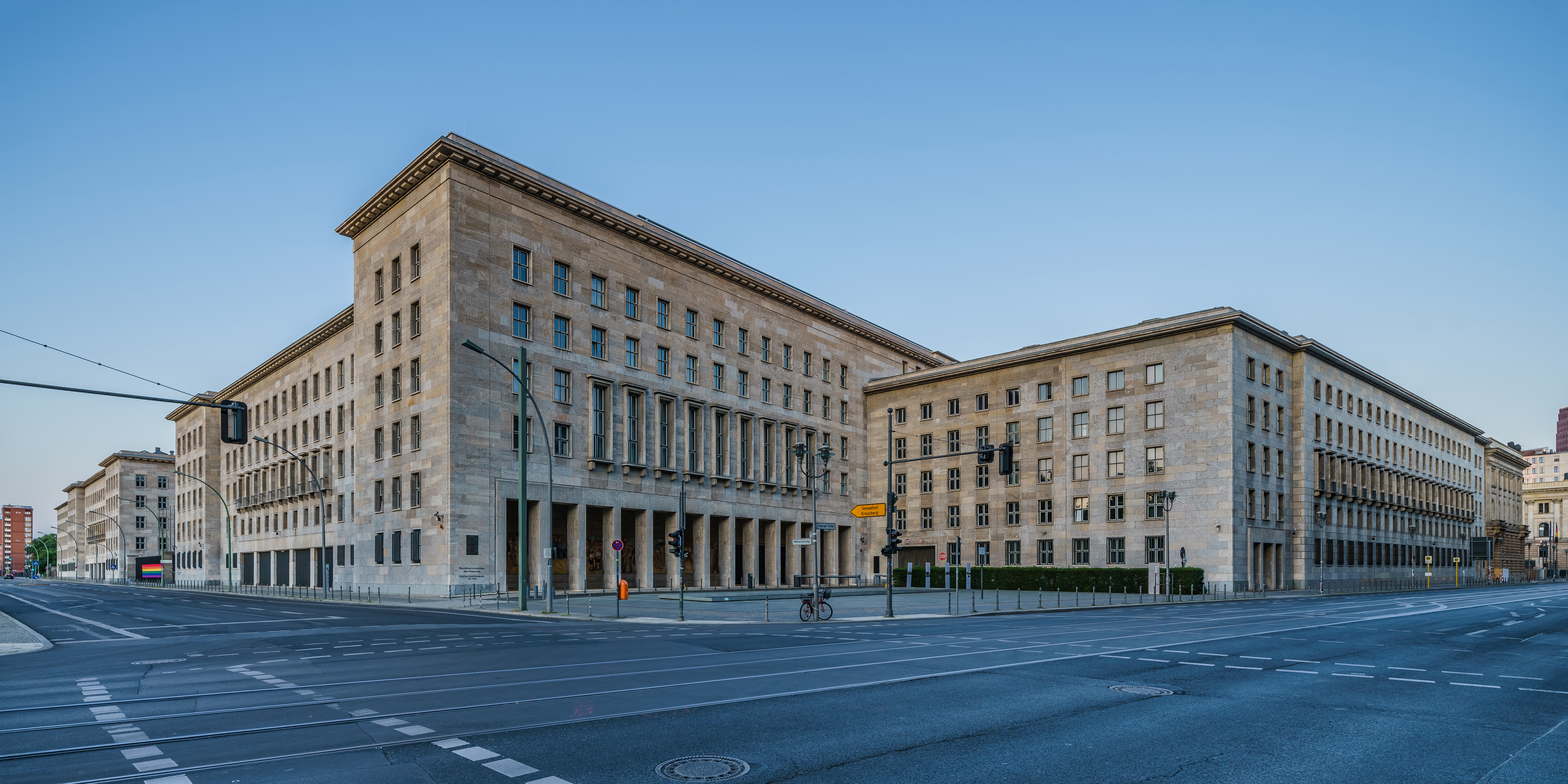
Detlev-Rohwedder-Haus (tidigare Reichsluftfahrtministerium) sett från Wilhelmstrasse, 2019. Den är en av de få byggnader från nazisttiden som finns kvar i Berlin idag.

Tysklands finansministerium (tyska: Bundesministerium der Finanzen) med förkortningen BMF, är ett ministerium i Tyskland med ansvar för förbundsregeringens budget- och finanspolitiken. Ministeriet leds av finansministern vars formella titel är Bundesminister der Finanzen. Nuvarande finansminister i regeringen Scholz är Christian Lindner (FDP).
Ministerns närmsta medarbetare är två statssekreterare (Staatssekretäre). Ministeriets huvudkontor ligger i Detlev-Rohwedder-Haus på Wilhelmstrasse i Berlin, även känt som säte för Herman Görings Reichsluftfahrtministerium. Finansministeriet, liksom Justitie- och Försvarsministeriet är omnämnda i tyska konstitutionen som obligatoriska ministerium.
I dagligt tal kallas ministeriet ofta för Bundesfinanzministerium, där Bundes- markerar att det är ministeriet på förbundsnivå (nationell) nivå som avses. Det finns finansministerier i samtliga tyska delstater som dock inte benämns Bundes-. Den österrikiska motsvarigheten kallas Bundesministerium für Finanzen (BMF).

## Historia

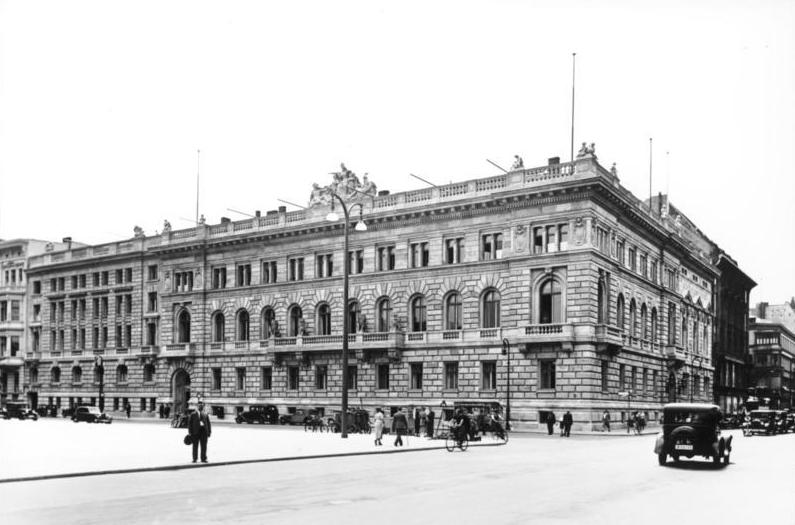
Finansministeriet vid Wilhelmplatz, på 1930-talet innan andra världskrigets utbrott.

Finansministeriet inrättades 1879 under det tyska kejsarriket under namnet Reichsschatzamt och leddes av en staatssekretäre. Under Weimarrepubliken 1919–1933 och tredje riket 1933–1945 benämndes ministeriet Reichsministerium der Finanzen och leddes av en Reichsminister der Finanzen. 
Dagens ministerium inrättades 1949 efter att Västtyskland tillerkänts viss självständighet av andra världskrigets segrarmakter. Åren 1971–1972 var finansministeriet sammanslaget med ekonomiministeriet och kallades för Bundesministerium für Wirtschaft und Finanzen. Därefter delades ministeriet åter och Ekonomi- och Teknologiministeriet, Bundesministerium für Wirtschaft und Technologie, leds idag av en annan minister.